# 格雷厄姆·蒂斯代爾 (醫生)
格雷厄姆·麥可·蒂斯代爾爵士 FRCP FRCS （1940年9月23日—）是一名英國神經外科醫生，也是被稱為格拉斯哥昏迷指數的神經學評估工具的共同開發者。他是格拉斯哥大學醫學院健康與幸福研究所心理健康與幸福專業的榮譽教授。

## 生平
蒂斯代爾出生於達勒姆郡斯彭尼穆爾，曾就讀於杜倫大學醫學院，1963年獲得醫學學士學位。自1960年代起，他與格拉斯哥大學醫學院保持聯繫。
1974年，蒂斯代爾與布萊恩·詹尼特共同創建格拉斯哥昏迷指數（GCS），是一種評估病人意識程度的方法。
在2000年至2002年擔任英國神經外科醫生學會主席後，他於2003年至2006年擔任格拉斯哥皇家內外科醫學院主席。2006年，他被授予下級勳位爵士稱號。2014年，他獲得美國神經外科醫師協會頒發的傑出服務獎。